# 白山神社 (郡上市白鳥町那留)
白山神社（はくさんじんじゃ）は、岐阜県郡上市白鳥町那留（郡上郡牛道村大字那留→郡上郡白鳥町那留）に鎮座する神社（白山神社）。
那留白山神社とも称する。

## 概要
創建時期は不詳。泰澄が白山に登った際、那留村の前畑孫七が随行したという。孫七が亡くなった後、白山権現のご神体を泰澄から村が賜り、創建したという。以後那留村の産土神社となる。
1908年（明治41年）、熊野神社と御鍬神社を合祀。

## 主祭神
- 菊理姫命
- 伊弉諾尊
- 伊弉冉尊

## 境内社
- 熊野神社（祭神：家津御子神、熊野久須美命、速玉男神）
- 御鍬神社（祭神：豊受姫命）